# زیدارووو
زیدارووو (به بلغاری: Zidarovo) یک منطقهٔ مسکونی در بلغارستان است که در شهرستان سوزوپول واقع شده‌است.